# منشأة الساوي
قرية منشأة الساوي هي إحدى القرى التابعة لمركز العدوة بمحافظة المنيا في جمهورية مصر العربية. حسب إحصاءات سنة 2006، بلغ إجمالي السكان في منشأة الساوي 4636 نسمة، منهم 2291 رجلا و2345 امرأة.